# Base antarctique Novolazarevskaya
La base antarctique Novolazarevskaya est une station de recherche scientifique soviétique puis russe située sur la terre de la Reine-Maud en Antarctique.
Elle est fondée par l'Expédition antarctique soviétique en 1961 et abrite à sa création une équipe de treize personnes. Elle est située à 75 km de la côte et peut héberger jusqu'à 70 personnes en été. 
À environ 1,5 km se situe le site de la première base antarctique allemande permanente, nommée Georg Forster, qui fonctionna du 21 avril 1976 au 12 février 1996. Une plaque commémorative a été érigée. Le site est classé comme site historique de l'Antarctique.